# Taxco de Alarcón
Taxco de Alarcón är en kommunhuvudort i Mexiko.   Den ligger i kommunen Taxco de Alarcón och delstaten Guerrero, i den sydöstra delen av landet, 110 km sydväst om huvudstaden Mexico City. Taxco de Alarcón ligger 1 727 meter över havet och antalet invånare är 53 217.
Terrängen runt Taxco de Alarcón är kuperad åt sydost, men åt nordväst är den bergig. Runt Taxco de Alarcón är det ganska tätbefolkat, med 139 invånare per kvadratkilometer. Taxco de Alarcón är det största samhället i trakten. I omgivningarna runt Taxco de Alarcón växer huvudsakligen savannskog.